# Safety Second
«Секунду безопасности» (англ. Safety Second) — 51-й эпизод серии короткометражек «Том и Джерри». Эпизод был выпущен 1 июля 1950 года, как раз во время празднования дня независимости Америки, и отсылает к эпизодам Войны за Независимость. Рабочим названием для эпизода было «For Safety Sake» (рус. Из соображений безопасности), но позже Уильям Ханна и Джозеф Барбера выбрали другое название — «Safety Second» (рус. Безопасность во вторую очередь).

## Сюжет
Джерри и Нибблз спят в своих кроватках. Джерри просыпается и видит на календаре, что сегодня 4 июля. Джерри будит Нибблза и показывает ему на календарь. Обрадованный Нибблз приносит из чулана кучу фейерверков, но Джерри относит их назад и показывает своему маленькому ученику девиз дня на календарном листке: будь осторожен и организован.
Позже Джерри и Нибблз выходят на улицу, чтобы позабавиться с трещотками и гуделками (хотя Нибблз вовсе не рад такому унылому празднованию и явно предпочитает пиротехнику). Нибблз нарушает девиз, указанный выше, вытаскивает из своего подгузника петарду и зажигает её. Джерри отбирает петарду у Нибблза, но когда Джерри понимает, что у него в руке и пытается выкинуть петарду, но в этот момент она взрывается. Джерри протягивает руку к Нибблзу, как будто говоря «А ну давай сюда всё остальное». Нибблз дает ему ещё крошечную петарду, робко улыбается и пытается смыться, но не тут-то было. Джерри хватает Нибблза и вытряхивает из его подгузника существенное количество петард. В качестве наказания Джерри ставит Нибблза в угол. Когда Джерри уходит, Нибблз достает из-под кровати ещё одну петарду и поджигает его. Джерри пытается опять выкинуть петарду, но та вновь взрывается. Джерри грозно глядит на Нибблза и тот прячется в постель.
Потом Джерри уходит отдохнуть в гамаке. Том выходит из своего укрытия и подкладывает под гамак с Джерри зажженный фейерверк. Злой Джерри заходит за дерево (он подумал на Нибблза, любителя взрывов, и отправился его искать, чтобы наказать). Но мышь натыкается на Тома, который оглушает Джерри, ударив его по голове своим собственным веком. Затем Том хватает Джерри, но потом отпускает от мышонка руку и удивленно глядит, как Джерри что-то рассматривает в собственной горсти. Джерри дает Тому поглядеть в свой кулак, и, когда Том глядит внутрь кулака, Джерри дает коту прямо в глаз (гэг заимствован из серии Mouse Trouble). Том опять попался на старый трюк! Начинается погоня.
Джерри прыгает в нору, вырытую в земле, и Том использует кайло, чтобы вырыть мышонка оттуда. К действию подключается Нибблз, который запускает ракету через водосточную трубу. Ракета вылетает, подцепляет кота, и тот отправляется в полёт по двору, который кончается тем, что Том врезается в веревку для сушки белья.
Джерри прячется от яростного кота в бочке, и Том использует крышку от мусорного бака, чтобы закрыть там Джерри. Нибблз спасает Джерри, намазав очередную петарду клеем и «услужливо» отдав его Тому. Том пытается кинуть петарду в бочку, и понимает, что его рука приклеена к ней. Том пытается избавиться от петарды, но тщетно. Тогда Том решает смягчить взрыв, сев на неё. Но Том выбрал плохое место для сидения, так как он сидит под клумбой, размещенной на окне. Взрыв отправляет Тома вверх, и кот врезается в клумбу.
Рассерженный кот бежит за Нибблзом. Нибблз подбегает к большой петарде, «потрошит» её (вытряхивает наружу взрывчатое содержимое), поджигает фитиль, и, надев пустую петарду на себя, гоняется за Томом в облике «живой бегающей взрывчатки, готовой унести кошачью жизнь». Нибблз загоняет Тома в угол — но тут фитиль гаснет, и уловка Нибблза раскрыта. Том готов съесть мышонка, но тот кидает крошечную петарду в Тома. Том не только смеется над крохой-петардой, но даже помещает его себе на нос. Однако, когда петарда взрывается, взрыв далеко не безобиден…
Джерри и Нибблз убегают в норку, Том помещает возле норы кучу фейерверков и тянет пороховую дорожку от норы. Джерри отгребает часть пороха — так, чтобы пороховая дорожка перестала быть непрерывной, — а затем мстительный мышонок поджигает ту часть дорожки, которая ведёт к Тому. Огонёк бежит к Тому; кот пытается ретироваться, но тщетно — он пострадал от взрыва. Том бросается было на мышей, но те стреляют в него из римской свечи, как из пулемёта. Том укрывается за бочкой и потом обходит мышей через тайное подвальное оконце. Не видящие Тома мыши бегут и вставляют ракетный фейерверк в бочку. Том отбирает ракету и угрожает мышам применить его. Но тут ракета летит в небо вместе с Томом и там взрывается. Если Том каким-то чудом жив (с него станется), он теперь долго не побеспокоит мышей…
Джерри довольно потирает руки и идет к гуделкам — продолжать праздник. Нибблз тем временем хочет взорвать очередную петарду, но, видя приближающегося Джерри, прячет зажжённую петарду в первое попавшееся место, а именно — в гуделку, в которую вскорости должен начать гудеть Джерри. Джерри собирается гудеть, и Нибблз пытается его остановить, поскольку он-то понимает, что сейчас будет. Джерри только ласково похлопывает его по головке (мол, «не волнуйся, маленький»), гудит всё-таки в свою гуделку и… БА-БАХ!! Закопчённый Джерри грозно смотрит на Нибблза — а тот смущённо улыбается и принимается с невинным видом гудеть в свою гуделку и трещать трещоткой.

## Факты
- Название мультфильма — пародия на английское название фильма «Наконец в безопасности» (Safety Last!)
- Эпизоды мультфильма отсылают к эпизодам Войны за независимость США.
- Это третья серия, в которой крохотная петарда калечит Тома: ранее такое происходило в сериях «Воинственный мышонок» и «Игра для двоих».
- Канал TNT вырезал целую финальную сцену, где Джерри дует в свистульку и подрывается, так как после этой сцены Джерри становится похожим и на негра, и на цветок. Кстати, аналогичные сцены встречались и ранее, но «взрывались» вместе с чайником (или иным предметом) в них Том и Спайк.
- Это вторая серия, где Том получил от Джерри в глаз.